# Big Mama Thornton
Willie Mae Thornton (Montgomery, Alabama; 11 de diciembre de 1926-Los Ángeles, California; 25 de julio de 1984), más conocida como Big Mama Thornton, fue una cantante estadounidense de blues y rhythm and blues. Tocó también la armónica y la batería.
Estereotipo de vocalista de blues, su voz era apasionada y exuberante, tendente a los desplazamientos de volumen. Su fuerte sentido de la independencia la privó probablemente de haber conseguido más contactos que hubiesen impulsado una carrera no excesivamente exitosa.
Entre las influencias que se le pueden apreciar están las de Bessie Smith, Ma Rainey, Mahalia Jackson y Julia Lee. Fue la primera en obtener un gran éxito con la canción "Hound Dog", una canción escrita para ella por Jerry Leiber y Mike Stoller en 1952. El tema fue número uno en el Billboard charts durante siete semanas.

## Biografía
Su padre fue predicador y su madre cantaba en la iglesia. Los comienzos de Thornton se produjeron en la iglesia, pero en vez de dedicarse al góspel prefirió el blues. Cuando cumplió catorce años abandonó su casa para realizar una gira con la Hot Harlem Revue de Sammy Green durante los años cuarenta, permaneciendo en este espectáculo hasta 1948 cuando recaló en Houston. Nadie le enseñó ni a cantar ni a tocar la armónica y la batería.
Thornton realizó su primera grabación en 1950 para un pequeño sello de Houston. La grabación se hizo bajo el nombre de los Harlem Stars, aunque con Willie Mae cantando. En 1951 se introdujo definitivamente en el circuito musical de Houston cuando firmó con Peacock Records. Debutó ese mismo año con "Partnership Blues", acompañada por la banda del trompetista Joe Scott. Durante su estancia en Houston conoció y observó a muchos de los grandes blusistas como Junior Parker, quien la influiría enormemente en su estilo de armónica, a Lightnin' Hopkins, Lowell Fulson, Clarence Gatemouth Brown y muchos otros.
Fue su tercer trabajo para Peacock, con la banda de Johnny Otis, con el que consiguió triunfar en 1952; sobre todo, con la canción Hound Dog, que más tarde cantaría Elvis Presley.
En todo caso, fue algo accidental. A pesar de otros buenos trabajos, como "I Smell a Rat", "Stop Hoppin' on Me", "The Fish" y "Just like a Dog", nunca más volvió a tener un éxito semejante. A comienzos de los sesenta, sus trabajos para Irma, Bay-Tone, Kent y Sotoplay no fueron muy exitosos, pero una serie de títulos para Arhoolie Records y Mercury entre 1968 y 1970 consiguieron revitalizar su carrera.
En la década de 1970, su adicción a la bebida empezaba a dañar seriamente su salud. Sufrió un grave accidente de tráfico, aunque fue capaz de recuperarse y volver a actuar en el Newport Jazz Festival de 1983 y grabar un álbum en directo, The Blues—A Real Summit Meeting, con otros grandes artistas del género como Muddy Waters, B. B. King, y Eddie "Cleanhead" Vinson. Thornton murió de un ataque al corazón el 25 de julio de 1984, a los 57 años de edad. Sus restos se encuentran en el Cementerio Inglewood Park de Los Ángeles, California.

## Selección discográfica
| Año  | Título                                             | Género      | Discográfica |
| ---- | -------------------------------------------------- | ----------- | ------------ |
| 2007 | Big Mama Thornton                                  | Texas blues | Vanguard     |
| 1994 | The Complete OKeh Sessions 1952-55                 | Texas blues | Sony         |
| 1975 | Jail (Live)                                        | Texas blues | Vanguard     |
| 1975 | Sassy Mama! (Live)                                 | Texas blues | Vanguard     |
| 1973 | Saved                                              | Texas blues | Backbeat     |
| 1970 | The Way It Is                                      | Texas blues | Mercury      |
| 1969 | Stronger Than Dirt                                 | Texas blues | Mercury      |
| 1968 | Ball 'n' Chain w/Lightnin' Hopkins                 | Texas blues | Arhoolie     |
| 1967 | Big Mama Thornton Vol. 2                           | Texas blues | Arhoolie     |
| 1966 | Big Mama Thornton With The Muddy Waters Blues Band | Texas blues | Arhoolie     |
| 1966 | Big Mama Thornton in Europe                        | Texas blues | Arhoolie     |